# سیارک ۱۱۲۱۹
سیارک ۱۱۲۱۹ (به انگلیسی: 11219 Benbohn، نامگذاری:1999JN20) یازده هزار و دویست و نوزدهمین سیارک کشف شده‌است که در ۱۰ مه ۱۹۹۹ کشف شد.
قدر مطلق سیارک برابر ۱۴.۸ است.